# Rem Koolhaas
Remment Lucas Koolhaas (nizozemska izgovorjava: [rɛm ˈkɔːlhas]), nizozemski arhitekt, arhitekturni teoretik in urbanist, * 17. november 1944, Rotterdam, Nizozemska. 
Koolhaas je profesor za arhitekturo in urbanistično oblikovanje na podiplomski šoli oblikovanja na Univerzi Harvard, ZDA. Koolhaas je študiral na nizozemski Akademiji za film in televizijo v Amsterdamu, na Šoli arhitekture arhitekturnega združenja v Londonu in na Univerzi Cornell v Ithaci, New York. Koolhaas je tudi predstojnik Urada za metropolitansko arhitekturo (OMA). Leta 2005 je bil soustanovitelj revije Volume Magazine skupaj z Markom Wigleyem in Oleom Boumanom.
Rem Koolhaas je leta 2000 dobil Pritzkerjevo nagrado, leta 2008 ga je »Time« uvrstil med 100 najbolj vplivnih ljudi.